# George F. Shepley

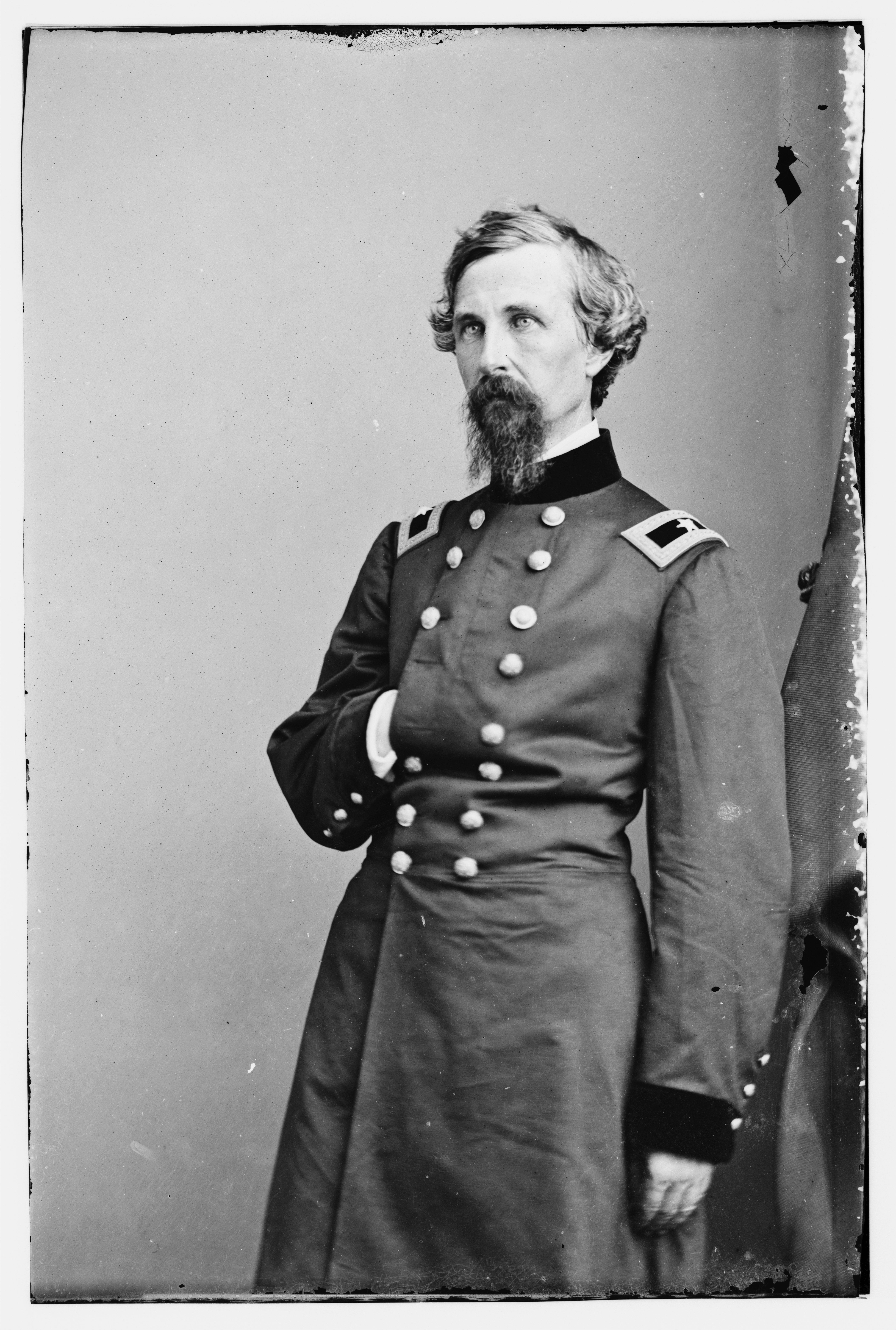
George F. Shepley

George Foster Shepley (* 1. Januar 1819 in Saco, Massachusetts; † 30. Juli 1878 in Portland, Maine) war ein US-amerikanischer Politiker und General in der Unionsarmee. Er war zwischen 1862 und 1864 Militär-Gouverneur des Bundesstaates Louisiana.

## Frühe Jahre
Der im heutigen Maine geborene George Shepley, Sohn von US-Senator Ether Shepley, besuchte bis 1837 das Dartmouth College und bis 1839 die Dane Law School. Nach einem Jurastudium begann er eine juristische Laufbahn und praktizierte in Bangor sowie in Portland. Von 1848 bis 1849 sowie zwischen 1853 und 1861 war er Bundesstaatsanwalt in Maine.

## Militärische und politische Laufbahn
Beim Ausbruch des Bürgerkrieges wurde er Oberst einer Infanterieeinheit aus Maine. Während der Belagerung von New Orleans kommandierte er die 3. Brigade. Zu dieser Zeit wurde er zum Brigadegeneral der Unionsarmee befördert. Nach dem Fall von New Orleans war er im Mai und Juni 1862 amtierender Bürgermeister dieser Stadt. Am 2. Juni 1862 wurde er zum Militärgouverneur von Louisiana ernannt. Er kontrollierte den von den Unionstruppen besetzten Teil des Staates. Der noch von der Konföderation kontrollierte Teil wurde nach wie vor von Gouverneur Thomas Overton Moore regiert. In seinem Gebiet führte Shepley eine Gerichtsreform durch. Außerdem wurde eine Konferenz zur Ausarbeitung einer neuen Staatsverfassung einberufen.

## Weiterer Lebenslauf
Shepleys Amtszeit als Militärgouverneur endete am 24. Januar 1864. Danach wurde er nach Virginia versetzt. Im Jahr 1865 übernahm er das Kommando über die Unionstruppen im besetzten Richmond. Zwischen April und Juni 1865 war er Militärgouverneur dieser Stadt. Nach dem Ende des Krieges schied er aus der Armee aus und wurde als Rechtsanwalt in Portland in Maine tätig. Zwischen 1869 und seinem Tod im Jahr 1878 war er Bundesrichter am United States Circuit Court für den ersten Gerichtskreis. George Shepley war mit Lucy Ann Hayes verheiratet.